# Dicyphus stitti
Dicyphus stitti är en insektsart som beskrevs av Knight 1968. Dicyphus stitti ingår i släktet Dicyphus och familjen ängsskinnbaggar. Inga underarter finns listade i Catalogue of Life.